# Josep Cuatrecasas i Arumí
Josep Cuatrecasas i Arumí (Camprodon, 19 de març del 1903 - Washington DC, 24 de maig del 1996) va ser un botànic català que s'establí als Estats Units després d'exiliar-se a la fi de la guerra civil espanyola.

## Biografia
Fill i net dels apotecaris de Camprodon, obtingué la llicenciatura en farmàcia a la Universitat de Barcelona, de la que en va ser professor de botànica els anys 1924 a 1930. En aquest període, i juntament amb els prestigiosos científics Pius Font i Quer i Carles Pau fundà la revista Cavanillesia, la primera revista científica de botànica que es publicà a Espanya (1928-1938); també col·laborà en el Butlletí de la Institució Catalana d'Història natural de l'IEC i en el Boletín de la Real Sociedad Española de Historia Natural. Es doctorà en la universitat de Madrid el 1928 amb una tesi sobre la vegetació de la serra Màgina (Jaén). Amplià la seva formació amb Chodat a la universitat de Ginebra als anys 1920 i, amb una beca de la Junta para ampliación de estudios, a l'institut i Jardí i museu botànic de Berlín-Dahlem als anys 1930.
L'any 1931 guanyà la càtedra de Botànica Descriptiva de la facultat de farmàcia de la universitat de Madrid. A l'any següent, en representació dels científics espanyols viatjà a Colòmbia per a participar en la commemoració del segon centenari de José Celestino Mutis, i aquesta experiència donà el seu fruit amb diverses publicacions (en què aplica la metodologia apresa del seu mestre Huguet del Villar) i, anys a venir, com a lloc de treball i origen de molt literatura tècnica futura. El 1932 esdevingué cap de la nounada secció de flora tropical de la universitat de Madrid, on estudià l'herbari que Joan Isern i Batlló havia recollit en la "Comisión Científica del Pacífico"; el 1936 fou nomenat director del "Jardín Botánico" de Madrid. Durant la guerra civil espanyola fou cridat per Frederica Montseny per al càrrec de Conseller de Personal i Organitzacions Professionals del ministeri de Sanitat.
S'exilià en acabada la guerra i s'establí primerament a Colòmbia. A Bogotà fou professor de l'"Instituto Botánico" de la universitat (1939-1942) i es relacionà amb el geògraf Pau Vila, i a Cali esdevingué director de l'Escola Superior d'Agricultura Tropical (1942-1943), cap de la comissió botànica de la Vall del Cauca i professor de l'escola d'agronomia (1943-1947).
De Colòmbia emigrà als Estats Units, on el 1947 es va fer càrrec de la plaça de conservador del "Museu Field d'Història Natural". Es nacionalitzà ciutadà estatunidenc el 1953. Dos anys més tard, el 1955, s'incorporà al departament de botànica de la Institució Smithsoniana. Entre els anys 1961 i 1975 participà en un projecte de la UNESCO, la "Flora Neotròpica", que havia ideat com a eina de coordinació dels estudis botànics de l'Amèrica tropical. En dirigí la secció de plantes vasculars els anys 1964 a 1971 i la presidí entre el 1972 i el 1975. La seva jubilació de l'Smithsonian el 1977 no n'estroncà l'activitat investigadora a la institució, que continuà com a investigador honorari associat fins a la seva mort.
Autoritat eminent en botànica tropical, les seves investigacions se centraren en les regions de páramos i sub-páramos de les zones altes dels Andes sud-americans i, en concret, en les flors de la família Asteràcia. Descrigué més de mil espècies noves. Tenen especial importància els seus estudis sobre el gènere Theobroma (el del cacau), del qual va fer una revisió exhaustiva.

### Distincions i reconeixements
El 1954 va ser escollit membre corresponent de l'Institut d'Estudis Catalans. El 1996 rebé la Medalla Narcís Monturiol de la Generalitat de Catalunya i li fou dedicat el "IV Congrés de Taxonomia Vegetal", que tingué lloc a Barcelona. Cuatrecasas té també un carrer dedicat a Sant Quirze del Vallès.
L'any 1997, l'Institut Smithsonian va dotar el Jose Cuatrecasas Botanical Fund per "donar suport a projectes de recerca significatius que emulessin l'esperit investigador de Josep Cuatrecasas". L'Smithsonian també atorga anualment la Medalla José Cuatrecasas per a l'"Excel·lència en Botànica Tropical". En botànica, on sempre signà José Cuatrecasas, se'l cita com a autoritat taxonòmica amb l'abreviatura  Cuatrec.
La seva col·lecció de flora tropical, composta per llibres i diapositives en placa de vidre, fou donada el 1997 a l'Institut Botànic de Barcelona.
El seu germà Joan va ser metge, professor universitari i autor de gran nombre de publicacions de tema mèdic, i la seva germana monja Maria fou coautora del llibre L'apotecari de Camprodon: la nissaga dels Cuatrecasas (Fitxa).

## Publicacions
- Excursión botánica a Alcaraz i Riópar Barcelona: Museo de Ciencias Naturales, 1926
- Estudios sobre la flora y la vegetación del macizo de Mágina Barcelona: Museo de Ciencias Naturales, 1929
- Plantae novae colombianae Madrid: Junta para la ampliación de estudios e investigaciones científicas, 1933
  - Plantae novae colombianae: series altera Madrid: Junta para la ampliación de estudios e investigaciones científicas, 1935
- Nota a la flora de Colombia 1934
- Observaciones geobotánicas en Colombia Madrid: Junta para Ampliación de Estudios e Investigaciones Científicas, 1934
- Plantae Isernianae I, article publicat a Anales de la Universidad de Madrid 4-2 (1935), p. 206-265
- Resumen de mi actuación in Colombia con motivo del II centenario del nacimiento de Mutis Madrid: Junta para Amplicación de Estudios e investigaciones Científicas, 1937
- Notas a la flora de Colombia Bogotá: Academia Colombiana de Ciencias Exactas, Físicas y Naturales, 1940-1956
- Cucurbitaceae novae colombianae, II Cali: Departamento del Valle del Cauca, 1943
- Estudios sobre plantas andinas
  - VI. Compositae, article a Caldasia III-15 (1945)
- Vistazo a la vegetación natural del bajo Calima Bogotá: Academia Colombiana de Ciencias Exactas, Físico-Químicas y Naturales, 1947
- Les espècies del gènere Espeletia Barcelona: Institució Catalana d'Història Natural, 1949
- José Cuatrecasas, Víctor Manuel Patiño Una nueva fruta tropical americana, el borojó Cali: Secretaría de Agricultura y Ganadería, 1949
- Contributions to the flora of South America Chicago: Chicago Natural History Museum, 1950-1951
- New Proteaceae from Colombia, article a Lloydia 13-3 (1950)
- Moraceae Chicago: Field Museum, 1951
- Bombacaceae Chicago: Field Museum, 1952
- Caracterización del género Borojoa, article a Acta agronomica 3 (1953)
- Huertea, un genre nouveau pour la flore de Colombie Paris: Societé botanique de France, 1953
- Un nouveau genre de Bombacées, Patinoa Le Mans: Impr. Monnoyer, 1953
- Disertaciones sobre Bombacaceas Bogotá: Revista Colombiana de Ciencias, 1954
- Dos Moraceas y dos Compuestas nuevas de Venezuela Caracas: Instituto Botánico, 1954
- El género Mniodes Alençon: Imp. Alençonnaise, 1954
- Nouvelles composées de l'Amerique du Sud Paris: Societé botanique de France, 1954
- Taxonomic notes on neotropical trees, article a Tropical woods 101 (1955)
- José Cuatrecasas, Leandro Aristeguieta El género Hinterhubera Weddell Caracas: Tip. de la Nación, 1956
- Neue Vernonia-Arten und Synopsis der andinen Arten der Sektion Critoniopsis Stuttgart, 1956
- Notas a la flora de Venezuela Caracas: Tip. de la Nación, 1956
- Prima flora colombiana Firenze: Istituto botanico dell'universitá, 1957-1969
- Aspectos de la vegetación natural en Colombia Bogotá: Voluntad, 1958
- Introducción al estudio de los manglares México D.F.: Sociedad Botánica de México, 1958
- A Taxonomic revision of the humiriaceae Washington D.C.: Smithsonian Institution, 1961
- Burseraceae Brasiliae novae Belém, 1961
- Notas sobre Astereas andinas México: Revista Ciencia, 1961
- Cacao and its allies. A taxonomic revision of the genus Theobroma Washington D.C.: Smithsonian Institution, 1964
- Establecimiento de la "Organización pro Flora Neotrópica" México D.F., 1966
- El género Sorocea (Moraceae) en la costa occidental de Colombia México D.F., 1966
- Ernest P.Imle, José Cuatrecasas  Plant introduction with Theobroma cacao Tegucigalpa: Escuela Agrícola, 1966
- Revisión de las especies colombianas del género Baccharis Bogotá:Academia colombiana de ciencias exactas, físicas y naturales, 1967
  - Notas adicionales, taxonómicas y corológicas, sobre Baccharis Bogotá:Academia colombiana de ciencias exactas, físicas y naturales, 1968
- Brunelliaceae Darien (Conn.): Hafner, 1970
  - Brunelliaceae (supplement). With accounts of the life and career of José Cuatrecasas by Vicki A.Funk [i cols.] New York: Published for Organization for Flora Neotropica by the New York Botanical Garden, 1985
- José Cuatrecasas, Lyman B.Smith, Roberto Miquel Klein Cunoniáceas Florianópolis : Universidade Federal de Santa Catarina, 1976
- Santiago Díaz Piedrahita, José Cuatrecasas, textos Flora de la Real Expedición del Nuevo Reyno de Granada (1783-1816); promovida y dirigida por José Celestino Mutis. Tomo XLVII Compuestas, tribu Astereas Madrid: Ediciones de Cultura Hispánica, 1989. ISBN 84-7232-470-2
- Santiago Díaz Piedrahita, José Cuatrecasas Asteráceas de la flora de Colombia: Senecioneae I: Géneros Dendrophorbium i Pentacalia Santafé de Bogotá, D.C. : Academia Colombiana de Ciencias Exactas, Físicas y Naturales, 1999